# Lü Yi
Dans ce nom chinois, le nom de famille, Lü, précède le nom personnel.
Lü Yi, née le 10 avril 1974, est une athlète chinoise.

## Carrière
Lü Yi remporte la médaille d'or du 800 mètres aux Championnats du monde juniors 1992 à Barcelone.
L'année suivante, elle termine 4e de la finale du 1 500 mètres des Championnats du monde à Stuttgart et remporte la médaille d'argent du 800 mètres aux Jeux de l'Asie de l'Est à Shanghai.